# General de Alquiler de Maquinaria
General de Alquiler de Maquinaria, coneguda per les seves sigles GAM, és una companyia espanyola de lloguer i venda de maquinària. Es fundà el 2003 al Principat d'Astúries. Cotitza des de 2006 a la Borsa de Madrid, al mercat continu. La seu central de l'empresa és a San Fernando de Henares, i opera a catorze països: Espanya, Portugal, Polònia, Bulgària, Romània, Mèxic, Brasil, Aràbia Saudita, Perú, Panamà, Marroc, Xile, Iraq i Colòmbia.
El 18 de maig del 2011 va esclatar el rumor de la fusió de GAM amb HUNE, primera i segona del sector a l'estat espanyol, però la fusió no fructifica, i en 2015 hagué de refinançar 272 milions d'euros de deute amb la banca.